# 金宫
金宫（拉丁語：Domus Aurea，直譯「金屋」；65年－68年），大型景观柱廊别墅，在64年毁灭罗马的罗马大火之后，皇帝尼禄清除埃斯奎利诺山山坡上的贵族住宅，征用罗马城市中心81公顷土地，把帕拉蒂诺山原有的建筑物和埃斯奎利诺山及相邻山丘上的梅塞纳斯花园和其他皇家土地连接起来。后又增加了凯里安丘与俄彼安丘的大部分，包括以上两个山丘与帕拉蒂诺山之间的溪谷。将整个地区建成一座苑囿，充分利用人造景观，在其中布置亭台楼阁和浴室、喷泉，并且在中央建造一个人工湖（維斯帕先继位后将湖水排乾作为罗马斗兽场的故址）。在古罗马广场东端韦利亚丘的山坡上修建了一条带柱廊的宏伟甬道，通向一个内中耸立着巨大的青铜镀金尼禄雕像的门厅。宫殿的寝宫部分在俄彼安丘的山坡上，南面向湖。宫殿建筑现存遗址。尼禄金宫的历史价值在于它表现了宏伟建筑的美学思想，成为图密善、图拉真、哈德良等帝王统治时期罗马建筑中帝国风格的典范。